# Sölvesborgs län
Sölvesborgs län var ett slottslän och administrativt centrum i västra Blekinge under den danska perioden fram till 1658. Sölvesborg var residensstad för landshövdingen. Länet omfattade Bräkne härad, Listers härad och till 1596 Medelstads härad.